# Laplace-Zahl
Die Laplace-Zahl (Formelzeichen {\displaystyle {\mathit {La}}}, nach dem französischen Mathematiker Pierre-Simon Laplace), auch bekannt als Suratman-Zahl (Formelzeichen {\displaystyle {\mathit {Su}}}, nach dem indonesischen Physiker und Ingenieur P. C. Suratman), ist eine dimensionslose Kennzahl der Strömungslehre. Sie wird beispielsweise verwendet, um die Deformation von Tropfen und Blasen zu beschreiben.
Die Laplace-Zahl ist definiert als Produkt aus Oberflächen- und Trägheitskraft eines Fluids, dividiert durch das Quadrat der Reibungskraft:
{\displaystyle {\mathit {La}}={\frac {F_{O}\cdot F_{T}}{{F_{R}}^{2}}}={\frac {\sigma \cdot (\rho \cdot L)}{\eta ^{2}}}}
mit
- der Oberflächenspannung {\displaystyle \sigma } in {\displaystyle \mathrm {{\frac {N}{m}}={\frac {kg}{s^{2}}}} }
- der charakteristischen Dichte {\displaystyle \rho }
- der charakteristischen Länge {\displaystyle L}
- der charakteristischen dynamischen Viskosität {\displaystyle \eta } in {\displaystyle \mathrm {\frac {N\cdot s}{m^{2}}} }.

Die Kennzahl entspricht dem reziproken Quadrat der Ohnesorge-Zahl {\displaystyle {\mathit {Oh}}} und lässt sich auch bilden aus den Quotienten der (z. T. quadrierten) Reynolds-Zahl {\displaystyle {\mathit {Re}}} mit der Kapillar-Zahl {\displaystyle {\mathit {Ca}}} bzw. der Weber-Zahl {\displaystyle {\mathit {We}}}:
{\displaystyle {\mathit {La}}={\frac {1}{{\mathit {Oh}}^{2}}}={\frac {\mathit {Re}}{\mathit {Ca}}}={\frac {{\mathit {Re}}^{2}}{\mathit {We}}}}